# Óscar Pujol
Óscar Pujol Muñoz (Terrassa, 16 oktober 1983) is een Spaans wielrenner die anno 2018 rijdt voor Team UKYO.
In 2009 werd hij gecontracteerd door Cervélo TestTeam. In 2011 kwam Pujol uit voor Omega Pharma-Lotto, maar hij vertrok al na één seizoen om te gaan rijden voor het Iraanse Azad University Cross Team.
Zijn vader Juan Pujol was van 1976 tot 1984 eveneens beroepswielrenner.

## Belangrijkste overwinningen
2007
4e etappe Ronde van Navarra
2012
3e etappe Ronde van Singkarak
Eind-, punten- en bergklassement Ronde van Singkarak
2013
1e etappe Ronde van Singkarak
2014
Bergklassement Ronde van Kumano
5e etappe Ronde van Singkarak
2016
6e etappe Ronde van Japan
Eindklassement Ronde van Japan
Eindklassement Ronde van Kumano
2017
6e etappe Ronde van Japan
Eindklassement Ronde van Japan

## Resultaten in voornaamste wedstrijden
| Jaar | Ronde van Italië | Ronde van Frankrijk | Ronde van Spanje |
| ---- | ---------------- | ------------------- | ---------------- |
| 2009 |                  |                     |                  |
| 2010 |                  |                     | 64e              |

| Jaar | Ronde van Lombardije |
| ---- | -------------------- |
| 2009 | 30e                  |
| 2010 | opgave               |

## Ploegen
- 2008 –  Burgos Monumental
- 2009 –  Cervélo TestTeam
- 2010 –  Cervélo TestTeam
- 2011 –  Omega Pharma-Lotto
- 2012 –  Azad University Cross Team (van 1-4 tot 30-11)
- 2013 –  RTS-Santic Racing Team (tot 1-4)
- 2013 –  Polygon Sweet Nice (vanaf 1-6)
- 2014 –  Skydive Dubai Pro Cycling Team
- 2015 –  Team UKYO
- 2016 –  Team UKYO
- 2017 –  Team UKYO
- 2018 –  Team UKYO

Cuesta · Deignan · Fleeman · Florencio · Gerrans · Gómez Marchante · Hammond · Haussler · Hoestov · Hunt · Hushovd · King · Klier · Konovalovas · Lancaster · Lloyd · Novoa · Pauwels · Pujol · Rasch · Reimer · Rollin · Roulston · Sastre · Wyss · Appollonio (stagiair)
Appollonio · Bos · Cuesta · Correia · Deignan · Denifl · Florencio · Hammond · Haussler · Hoestov · Hunt · Hushovd  · King · Klier · Konovalovas · Lancaster · Lloyd · Novoa · Pujol · Rasch · Reimer · Rollin · Sastre · Tondó · Wyss · Teklehaimanot (stagiair) · Wetterhall (stagiair)
Aerts · Bakelants · Blythe · Boucher · De Clercq · De Greef · Debusschere · Dehaes · Dockx · Gilbert · Greipel · Hansen · Kaisen · Lang · Lloyd · Lodewyck · Neyens · Pujol · Reynés · Roelandts · Sieberg · Van De Walle · Van den Broeck · Vandousselaere · Vanendert · Veikkanen · Willems · Van der Sande (stagiair) 
Araque · Hatanaka · Hirai · Hiratsuka · Hucker · Koishi · Kreder · de Maar · Nakai · Prades · Pujol · S. Tokuda · T. Tokuda · Yokotsuka · Yoshioka